# Fort Detrick

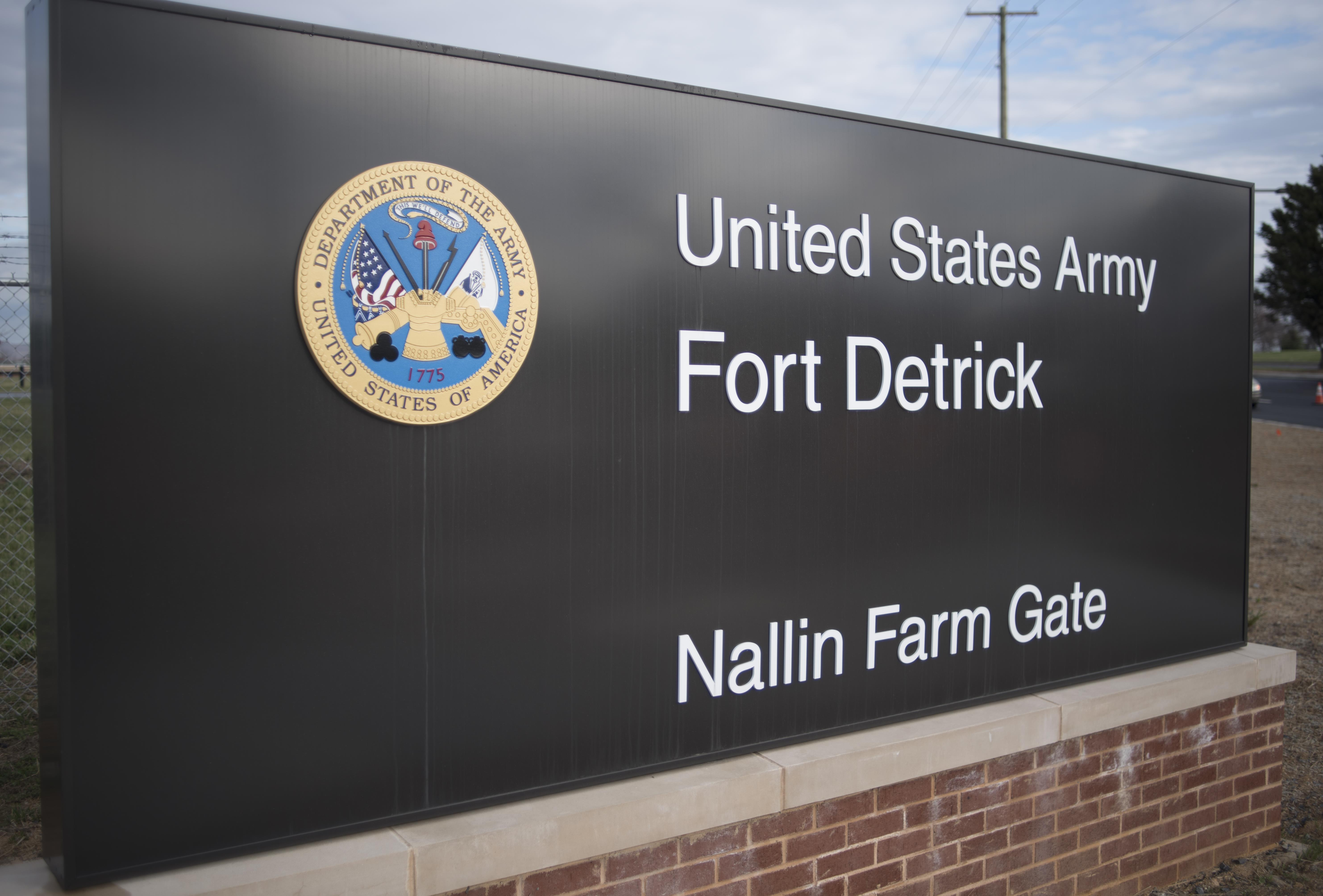
Schild an einer der Pforten der Anlage

Fort Detrick ist ein wichtiger Standort der Streitkräfte der Vereinigten Staaten in Frederick, Maryland. Unter anderem ist in Fort Detrick das United States Army Medical Research Institute of Infectious Diseases (USAMRIID) sowie der National Interagency Biodefense Campus mit einigen Einrichtungen der Mitgliedsorganisationen der National Interagency Confederation for Biological Research und dem National Biodefense Analysis and Countermeasures Center (NBACC) des Department of Homeland Security beheimatet. Von 1943 bis 1969 wurde Fort Detrick für die Entwicklung und Testung von biologischen Waffen genutzt. Später beschäftigte man sich nach offiziellen Angaben mit der Erforschung gefährlicher Erreger zu Verteidigungszwecken. Es gibt Hinweise darauf, dass die Entwicklung und Herstellung von Biowaffen auch nach 1969 fortgesetzt wurde.